# Vlag van Portland (Oregon)

Vlag van Portland

Vlag van Portland, 1970-2002

De vlag van Portland is de officiële vlag van de stad Portland (Oregon).
De vlag bestaat uit een groen veld met daarop een witte vierpuntige ster van waaruit blauwe strepen stralen, elk omzoomd door L-vormige gele elementen. Smalle witte lijnen scheiden de blauwe en gele elementen van elkaar en van de groene achtergrond. De standaardgrootte is 1 meter hoog en 1 meter lang.
City ordinance 176874, aangenomen op 4 september 2002, geeft het ontwerp en de symboliek ervan aan. Groen staat voor "de bossen en onze groene stad"; geel voor "landbouw en handel"; blauw voor "onze rivieren". Portland ligt aan de rivier de Willamette vlak bij de samenvloeiing met de river de Columbia.
De vlag werd in 1969 ontworpen door de oude inwoner van Portland en grafisch ontwerper Douglas Lynch. De vorige versie van de vlag die toen werd aangenomen bevatte, ondanks Lynch' bezwaren, een donkerblauw kanton met het stadszegel; Lynch en andere leden van de Portland Flag Association wisten de gemeenteraad er in 2002 van te overtuigen het ontwerp te vereenvoudigen, zodat het beter de oorspronkelijke bedoeling weerspiegelde.
In 2004 stond het ontwerp in de top tien van de Amerikaanse stadsvlaggen in een grote enquête op internet, uitgevoerd door de North American Vexillological Association.